# Эдвардс, Ричард
Ричард Эдвардс (Richard Edwardes, 1523—1566) — английский поэт и драматург, композитор; певчий и дирижёр хора мальчиков лондонской Королевской капеллы. Состоял при дворе королевы Елизаветы I; сочинял пьесы для торжеств. Автор классических драм:
- «Паламон и Арсит»[англ.] (1566);
- «Дамон и Финтий»[англ.] (сочинена в 1564 году, опубликована в 1571).

Вместе с другими, составил поэтический сборник «The paradise of dainty devices» (1576).